# Rick Weitzman
Richard L. Weitzman, detto Rick (30 aprile 1946), è un ex cestista statunitense, professionista nella NBA.

## Carriera
Venne selezionato dai Boston Celtics al decimo giro del Draft NBA 1967 (110ª scelta assoluta).

## Palmarès
- Campionato NBA: 1

Boston Celtics: 1968